# Brisinga hirsuta
Brisinga hirsuta is een zeester uit de familie Brisingidae.
De wetenschappelijke naam van de soort werd in 1894 gepubliceerd door Edmond Perrier. Het materiaal waarop de beschrijving gebaseerd is, was met het onderzoeksvaartuig Travailleur op 14 juli 1882 opgedregd van een diepte van 2030 meter op 44°7'N, 10°16'W, in het zeegebied ten noordwesten van Galicië.